# Illiers-l'Évêque
Illiers-l'Évêque is een gemeente in het Franse departement Eure (regio Normandië). De plaats maakt deel uit van het arrondissement Évreux. Illiers-l'Évêque telde op 1 januari 2022 1.018 inwoners.

## Geografie
De oppervlakte van Illiers-l'Évêque bedroeg op 1 januari 2022 20,63 vierkante kilometer; de bevolkingsdichtheid was toen 49,3 inwoners per km².

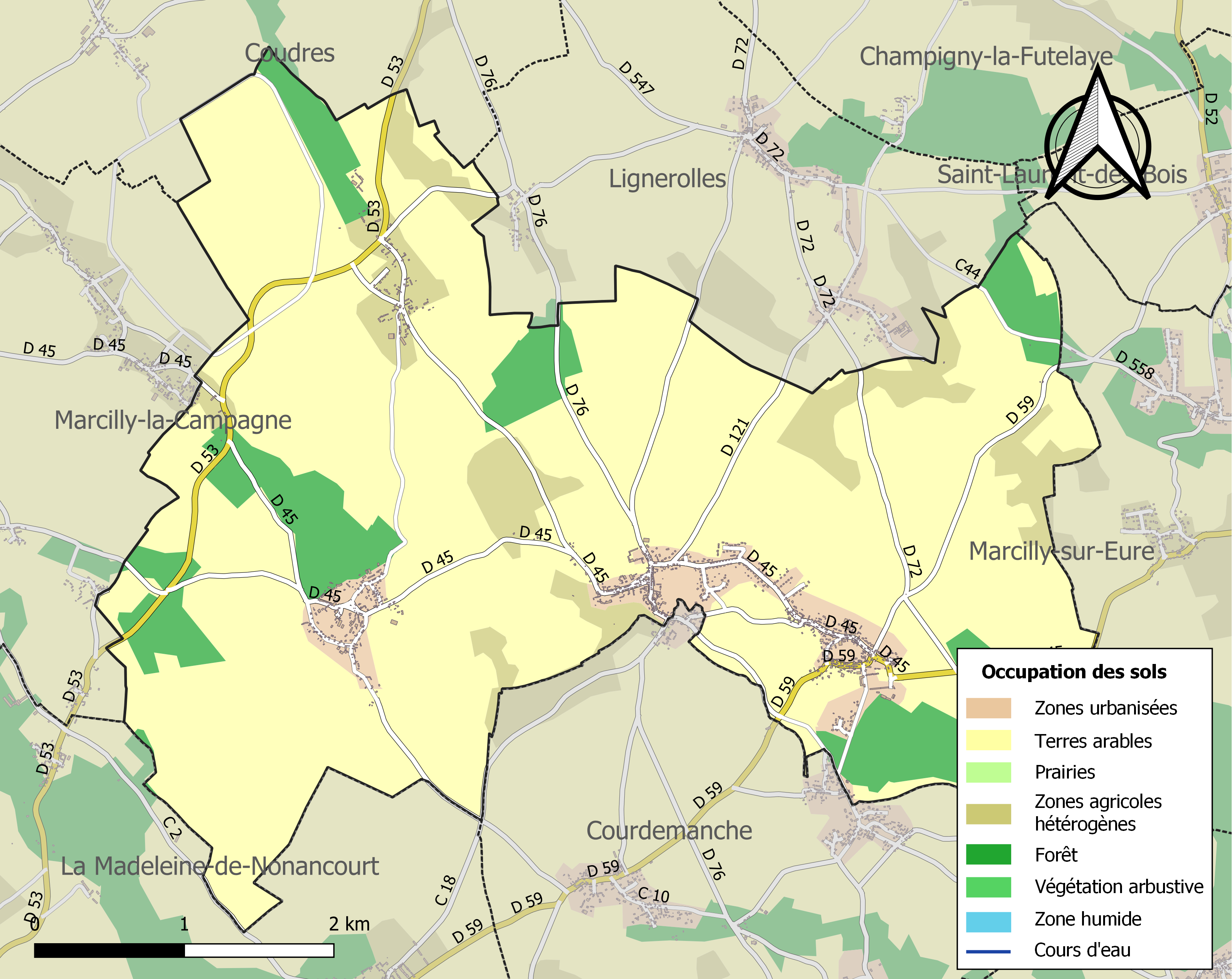
Kaart van de gemeente met belangrijkste infrastructuur, bodemgebruik en omliggende gemeenten

## Demografie
Onderstaande figuur toont het verloop van het inwonertal (bron: INSEE-tellingen).